# Fabien Galateau
Fabien Galateau (Nanteuil-la-Fosse, Aisne, 23 de julio de 1913 - Aviñón, 23 de septiembre de 1995) fue un ciclista francés que fue profesional entre 1933 y 1944. Durante estos años consiguió 13 victorias, entre las que destacan las dos etapas logradas en el Tour de Francia.

## Palmarés
1934
- 1 etapa del Gran Premio Wolber

1938
- 1 etapa del Tour del Oise
- 1 etapa del Tour de Francia

1939
- Gran Premio del Écho de Argel
- 1 etapa del Tour de Francia

## Resultados en las grandes vueltas
| Carrera         | 1934 | 1935 | 1936 | 1937 | 1938 | 1939 |
| --------------- | ---- | ---- | ---- | ---- | ---- | ---- |
| Giro de Italia  | 42.º | -    | -    | -    | 25.º | -    |
| Tour de Francia | 36.º | -    | 40.º | 25.º | 28   | 22.º |
| Vuelta a España | X    | -    | -    | X    | X    | X    |